# Liste der Einträge im National Register of Historic Places im Dade County (Missouri)

Lage des Dade County in Missouri

Die Liste der Einträge im National Register of Historic Places im Dade County in Missouri führt die Bauwerke und historischen Stätten im Dade County auf, die in das National Register of Historic Places aufgenommen wurden.

## Aktuelle Einträge
| [ 3 ] | Name                            | Bild                            | Eintragsdatum        | Lage                                                          | Ort        | Beschreibung |
| ----- | ------------------------------- | ------------------------------- | -------------------- | ------------------------------------------------------------- | ---------- | ------------ |
| 1     | Greenfield Opera House Building | Greenfield Opera House Building | 1998 ID-Nr. 98001504 | Water Street Ecke Allison Street 37° 24′ 53″ N, 93° 50′ 27″ W | Greenfield |              |
| 2     | Washington Hotel                |                                 | 2002 ID-Nr. 02001178 | 2 South Main Street 37° 24′ 56″ N, 93° 50′ 24″ W              | Greenfield |              |

## Früherer Eintrag
| [ 3 ] | Name        | Bild | Eintragsdatum        | Lage                                                                              | Ort              | Beschreibung                                                       |
| ----- | ----------- | ---- | -------------------- | --------------------------------------------------------------------------------- | ---------------- | ------------------------------------------------------------------ |
| 1     | Dilday Mill |      | 1977 ID-Nr. 77000805 | Südöstlich von South Greenfield am Tournack Creek 37° 22′ 37,6″ N, 93° 50′ 9,5″ W | South Greenfield | 1992 eingestürzt und zwei Jahre später aus dem Register gestrichen |